# Брейнтри (Массачусетс)
Брейнтри (амер.: произношение: /ˈbreɪnˌtri/) — пригородный город в Новой Англии в округе Норфолк, штат Массачусетс, США. Хотя Брейнтри официально известен как town, в 2008 году он принял муниципальную хартию с формой правления мэр-совет и считается city в соответствии с законодательством Массачусетса . Население по переписи 2010 года составляло 35 744 человека. Город является частью района Большого Бостона, имеет доступ к красной линии городского метро MBTA, и входит в состав Коалиции Южного берега Совета городского планирования.
Первым мэром Брейнтри был Джо Салливан, проработавший до января 2020 года. Текущий мэр Брейнтри — Чарльз Кокорос.
Город назван в честь британского города Брейнтри в Эссексе, в Англии. Был основан в 1640 году. Позже из состав Брейнтри выделились как отдельные муниципалитеты: Куинси (1792 г.), Рэндольф (1793 г.) и Холбрук (1872 г.).

## История
До прибытия английских поселенцев в 1625 году на месте будущего города обитали индейцы. После прибытия английских поселенцев в 1635 году возник посёлок, который в 1640 году получил статус муниципалитета. Исторический город Брейнтри включал в себя территории, которые позже была выделены в отдельные муниципалитеты: Куинси (получил самостоятельный статус в 1792 г.), Рэндольф (1793 г.) и Холбрук (1872 г.). Брейнтри изначально входил в состав графства Саффолк до образования графства Норфолк в 1793 году.
Брейнтри является родиной нескольких выдающихся деятелей американской истории: Эбигейл Адамс, президентов Джона Адамса и Джона Куинси Адамс, государственного деятеля Джона Хэнкока и генерала Сильвана Тайера, одного из первых суперинтендантов Военной академии США, расположенной в Вест-Пойнте, штат Нью-Йорк. Йорк.
В 1920 году в Брейнтри произошли убийства, которые привели к процессу над Сакко и Ванцетти. В том же десятилетии население города выросло более чем на 50 %.
С 1948 по 1968 год в городе находился аэропорт Брейнтри, аэропорт авиации общего назначения, расположенный недалеко от Большого пруда, который использовался чиновниками гражданской обороны и частными пилотами. В аэропорту была грунтовая взлетно-посадочная полоса длиной 2800 футов и проводились летные тренировки. Жилая застройка, близость к водопроводной сети и ряд аварий привели к его закрытию в 1968 году.

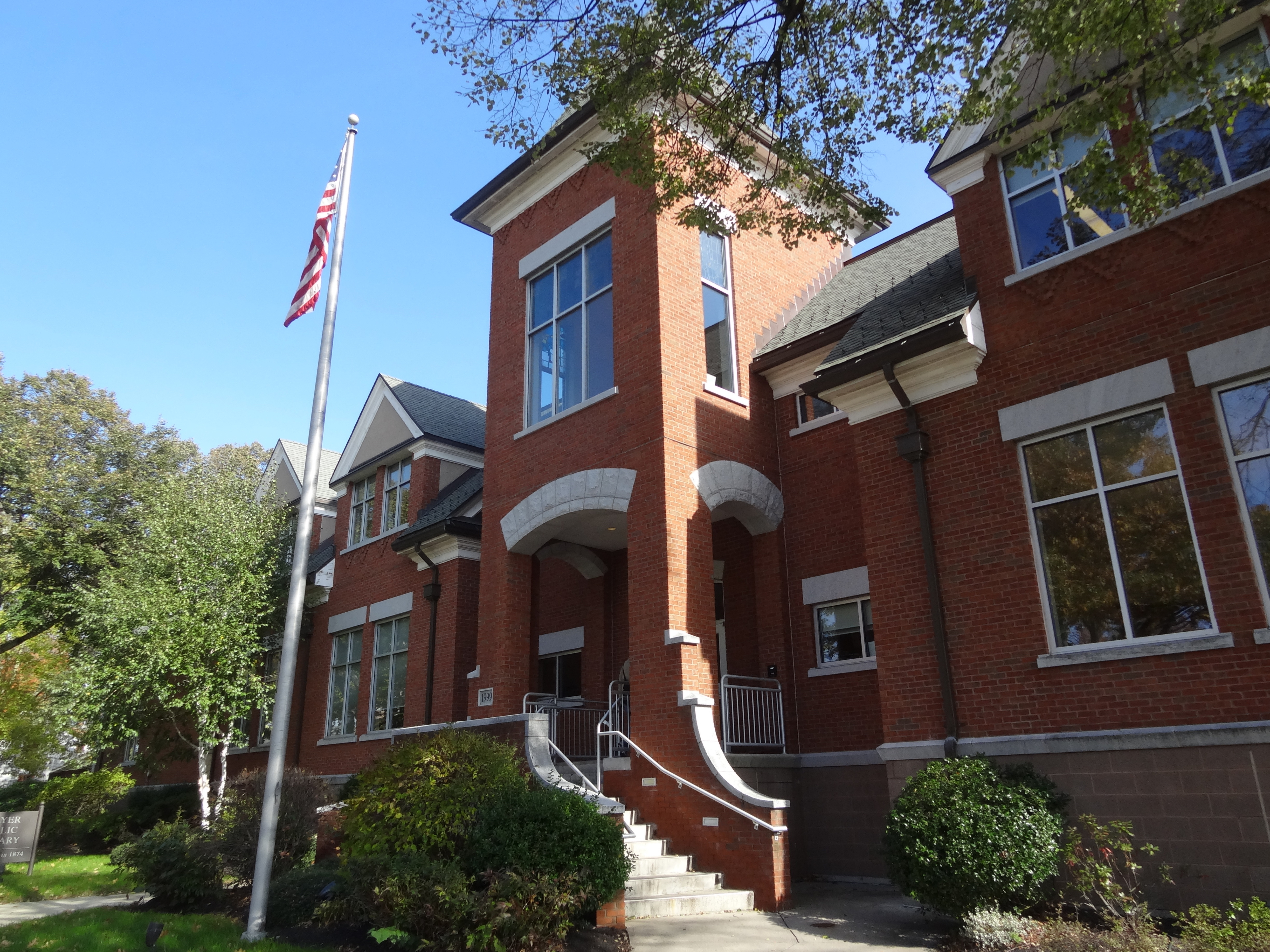
Публичная библиотека имени Тейера

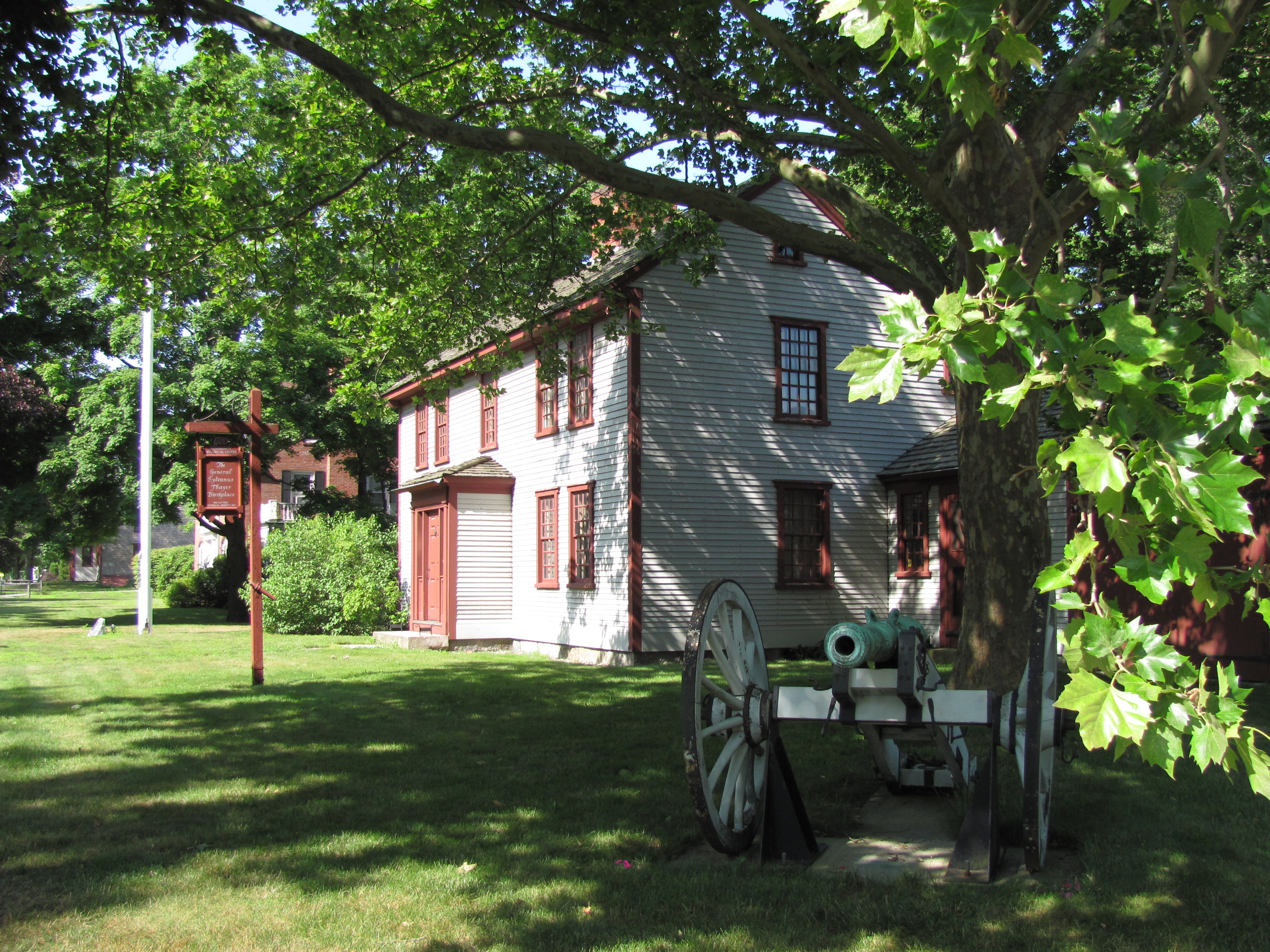
Место рождения генерала Силвануса Тейера

## Известные люди
- Эбигейл Адамс, жена президента Джона Адамса; мать Джона Куинси Адамса
- Джон Адамс, второй президент Соединенных Штатов; первый вице-президент США; лицо, подписавшее Декларацию независимости США ;
- Джон Куинси Адамс, дипломат, шестой президент Соединенных Штатов; член Палаты представителей США
- Эми Бишоп, виновница стрельбы в Университете Алабамы в 2010 году в Хантсвилле.
- Оскар Флорианус Блюмнер, американский художник- модернист немецкого происхождения
- Джим Калхун, бывший главный тренер мужской баскетбольной команды Университета Коннектикута
- Присцилла Чан, филантроп и педиатр; жена Марка Цукерберга
- Крис Доэрти, музыкант и исполнитель из группы Gang Green
- Адам Годетт, игрок НХЛ[8]
- Брайан Гиббонс, игрок НХЛ
- Джон Хэнкок, подписавший Декларацию независимости США; четвёртый президент Континентального конгресса; первый и третий губернатор штата Массачусетс; дипломат и государственный деятель
- Тиффани Келли, победительница конкурса красоты, мисс Массачусетс 2006 года
- Питер Корманн, гимнаст, обладатель бронзовой медали в мужских вольных соревнованиях на Олимпийских играх 1976 года.
- Дон Маккенни, хоккейный центр; капитан «Бостон Брюинз», 1954—1963 гг.
- Руфус Патнэм, американский военный, участник войны за независимость[9]
- Хосе Офферман, бейсболист « Бостон Ред Сокс»[10]
- Уильям Розенберг, создатель сети ресторанов Dunkin 'Donuts
- Бутч Стернс, спортивный телеведущий; Директор по контенту Pulse Network[11]
- Силванус Тейер, суперинтендант Военной академии США; названный "отцом Вест-Пойнта "
- Мо Вон, бейсболист «Бостон Ред Сокс»[12]
- Донни Уолберг, продюсер, автор песен, певец, актёр; член-основатель музыкальной группы New Kids on the Block[13]
- Марк Уолберг, продюсер кино и телевидения; Актёр, номинированный на премию Оскар; бывший солист Marky Mark and the Funky Bunch[14]
- Томас А. Уотсон, главный помощник Александра Грэма Белла; помогал в изобретении телефона; основатель Fore River Shipyard

## Фильмы, снятые в Брейнтри
- Июнь 1969: « Скажи мне, что любишь меня», Джуни Мун, режиссёр Отто Премингер (эпизод снят на Вест-стрит, 710)[15]
- Октябрь 2006: Отступники, режиссёр Мартин Скорсезе (эпизод снят на верфи Фор-Ривер)
- Апрель 2008: Пол Бларт: Полицейский из торгового центра, режиссёр Стив Карр (эпизод, снятый на площади Южного берега)[16]
- Сентябрь 2009: « Что тебя не убивает», режиссёр Брайан Гудман (эпизод снят на станции «Мобил» на улице Вязов)
- Апрель 2016: Сильнее, режиссёр Дэвид Гордон Грин (эпизод снят в жилом комплексе Skyline Drive)[17]